# دینگسی
دینگسی (به لاتین: Dingxi) یک شهر مرکزی در جمهوری خلق چین است که در گانسو واقع شده‌است. دینگسی ۲۰٬۳۰۰ کیلومتر مربع مساحت و ۲٬۶۹۸٬۶۲۲ نفر جمعیت دارد.